# SpaceX CRS-20
SpaceX CRS-20 è la ventesima missione del programma Commercial Resupply Services per la Stazione spaziale internazionale. Il lancio è stato effettuato da un Falcon 9 Block 5 il 7 marzo 2020.
Questa missione ha segnato l'ultimo lancio della Dragon-1 e la conseguente conclusione dell'estensione contrattuale del primo programma Commercial Resupply Services stipulato tra NASA e SpaceX. I futuri lanci di rifornimento commerciale saranno effettuati con la Dragon 2 nell'ambito del secondo programma Commercial Resupply Services (CRS-2).